# Stenus vastus
Stenus vastus – gatunek chrząszcza z rodziny kusakowatych i podrodziny myśliczków (Steninae).
Gatunek ten został opisany w 1925 roku przez Ludwiga Benicka.
Chrząszcz o ciele długości od 3,5 do 3,8 mm. Jego głowę cechuje wypukłe pośrodku i wklęsłe po bokach czoło. Przedplecze jest u niego o ¼ dłuższe niż szersze. Powierzchnia przedplecza i pokryw jest matowa wskutek gęstego i chropowatego punktowania. Szew pokryw jest krótszy niż przedplecze. Pokrywy są silnie spłaszczone z wyraźnymi wgnieceniami wzdłuż szwu i za barkami. Początkowe tergity odwłoka mają pojedyncze krótkie, podłużne listewki pośrodku części nasadowych. Obrys odwłoka jest ku tyłowi co najwyżej nieznacznie zwężony. Odnóża mają barwę czarną, czasem z nieco ciemnobrunatnymi udami Krótkie tylne stopy są niewiele dłuższe niż połowa goleni. Czwarty człon stóp cechuje nie ma sercowatego wcięcia.
Owad palearktyczny, górski, znany z Gór Banackich, Karpat Wschodnich, Biharu i gór w Chorwacji. Ponadto występuje w Rosji i Gruzji. W Polsce znany tylko z Bieszczadów. Przebywa pod opadłymi liśćmi, wśród mchów i w próchnicy.